# Serge Vinçon
Pour les articles homonymes, voir Vinçon.
Serge Vinçon, né le 17 juin 1949 à Bourges (Cher) et mort le 16 décembre 2007 à Paris, est un homme politique français.

## Biographie
Professeur de collège de profession, assistant parlementaire et proche collaborateur de Maurice Papon, il est élu sénateur du Cher le 24 septembre 1989 et réélu le 27 septembre 1998. Il est le président de la commission des Affaires étrangères, de la Défense et des Forces armées au Palais du Luxembourg de 2004 à sa mort. Il était au RPR puis à l'UMP le spécialiste reconnu des questions de défense et par ailleurs, passionné de la chanson française, poète et compositeur.
Il est le frère aîné de Thierry Vinçon qui lui succède à la mairie de Saint-Amand-Montrond.
Frappé le 29 décembre 2006 d'un accident vasculaire cérébral, Serge Vinçon est opéré quelques jours plus tard d'une tumeur au cerveau. Il meurt un an plus tard à l'hôpital du Val-de-Grâce à Paris,,,,.
Il est remplacé par François Pillet au Sénat.

## Détail des fonctions et des mandats
- Maire de Saint-Amand-Montrond de 1983 à 2007
- Président de l'Association des maires du Cher de 1995 à 2007
- Président de la communauté de communes du Cœur de France[11],[12]
- Président du conseil général du Cher de 1998 à 2001
- Conseiller général du Cher depuis 1992
- Vice-président du Sénat de 2001 à 2004